# Jurisdictie
Jurisdictie (Latijn: jurisdictio) of rechtsgebied is het gebied waarover een overheidsorgaan bevoegd is. Zowel de wetgevende, uitvoerende als rechtsprekende machten hebben hun specifieke jurisdictie. In de rechtspraak wordt er ook onderscheid gemaakt tussen rechtsmacht ratione materiae (welk type zaken mag de rechtbank behandelen), ratione personae (over welke personen mag de rechtbank een uitspraak doen) en ratione temporis (mag de rechtbank uitspraak doen over zaken die op die datum zijn gebeurd). In het recht en de rechtspraak wordt rechtsmacht vaak in deze tweede, ratione personae, betekenis gebruikt.

## Staatsrecht
De jurisdictie van de wetgevende (parlement) en de uitvoerende macht zijn volgens internationaal recht beperkt tot het grondgebied van de staat waartoe zij behoren. Zo hebben zij geen rechtsmacht over het grondgebied van andere soevereine staten noch over internationale wateren. In concreto betekent dit dat een parlement geen wetten kan maken die van toepassing zijn op het grondgebied van een andere staat en dat de politie van het ene land geen bevoegdheden heeft (en dus geen zelfstandige handelingen mag verrichten) in het andere land.

## Europees recht
Binnen de Europese Unie zijn verdragen gesloten die de politie beperkte jurisdictie geven op het grondgebied van andere lidstaten. Zo mag de politie op grond van het Verdrag van Schengen in geval van observaties en achtervolgingen deze activiteiten onder voorwaarden voortzetten wanneer ze tijdens de uitvoering een grens met een andere lidstaat passeren.

## Burgerlijk recht
De jurisdictie van de rechtsprekende macht (rechtbanken) kan zich wel over staatsgrenzen uitstrekken. In het privaatrecht is veelal in contracten vastgelegd aan welke rechtbank eventuele geschillen worden voorgelegd. Zo kan Nederlands recht en een Nederlandse kantonrechter in een contract bevoegd worden verklaard in een privaatrechtelijk geschil dat zich grotendeels buiten Nederland heeft afgespeeld.

## Strafrecht
In het strafrecht bestaan diverse beginselen op grond waarvan een staat personele jurisdictie kan claimen.
- territorialiteitsbeginsel: de dader van ieder strafbaar feit dat op het grondgebied van een staat gepleegd wordt, kan door die staat vervolgd worden. Dit geldt ook voor feiten gepleegd aan boord van schepen en vliegtuigen.
- personaliteitsbeginsel (actief of passief): een staat kan zijn eigen onderdanen vervolgen, ook als zij strafbare feiten plegen in andere staten, op voorwaarde dat het feit ook in het land van herkomst strafbaar is. Dit vindt men terug (voor België) in art. 6 V.T.Sv. betreffende het actief personaliteitsbeginsel, met andere woorden als de dader een Belg is of een hoofdverblijfplaats in België heeft. Wat betreft het passief personaliteitsbeginsel kan men dit lezen in art. 10, 5° V.T.Sv., wanneer de misdaad is gepleegd tegen een Belgisch onderdaan.
- beschermingsbeginsel: niet-onderdanen die in het buitenland een strafbaar feit plegen, kunnen door een staat vervolgd worden indien door het plegen van dat feit de belangen van die staat ernstig worden geschaad. De Verenigde Staten gaan hier heel ver in en claimen jurisdictie over alle feiten die op enigerlei wijze Amerikaanse belangen of Amerikaanse staatsburgers schaden. In principe is men van mening dat ook hun uitvoerende macht (politie, veiligheidsdiensten) dan jurisdictie heeft (moet hebben) op de plaats waar het feit gepleegd is, hetgeen tot conflicten kan leiden.
- universaliteitsbeginsel: op basis van dit beginsel kunnen personen die een misdrijf hebben begaan die verder geen enkele band met een staat hebben toch door die staat vervolgd worden. Het gaat daarbij om misdrijven die door de internationale gemeenschap als buitengewoon ernstig beschouwd worden. Vaak biedt ook een verdrag waar de staat partij bij is de grondslag voor het instellen van deze vorm van rechtsmacht. Zo is op basis van artikel 105 Zeerechtenverdrag iedere staat verplicht een zeerover, die is aangehouden op volle zee of die zich op het territoir van de verdragspartij bevindt, te berechten en bestraffen. Intussen is de rechtsmacht op basis van dit beginsel flink uitgebreid en bestrijkt zij zaken als terrorisme, ernstige schendingen van oorlogsrecht, foltering en georganiseerde transnationale misdrijven. Deze vorm van rechtsmacht werkt nauw samen met het beginsel aut dedere aut iudicare (uitleveren of berechten). Een land dat partij is bij een verdrag zal dan moeten kiezen tussen óf zelf vervolgen, óf uitleveren aan een staat die wel wil vervolgen. In de Nederlandse wet is dit universaliteitsbeginsel onder andere terug te vinden in artikel 2(1)(a) Wet internationale misdrijven. Deze wet regelt de rechtsmacht ten aanzien van oorlogsmisdrijven, misdrijven tegen de menselijkheid en genocide.[1]  In België wordt het universaliteitsbeginsel besproken in art. 10 V.T.Sv.: iedereen kan in België vervolgd worden voor (o.a.) zedenfeiten tegen minderjarigen.

Er is echter nog een andere invulling die het universaliteitsbeginsel kan hebben. Op basis van de SS Lotus-zaak van het Permanent Hof van Internationale Justitie strekt de soevereiniteit van staten zich uit tot alle handelingen die niet begrensd worden door een verbod in het internationaal recht. Staten kunnen er dus voor kiezen elke zaak te vervolgen die zij willen zolang er maar geen verdrag of gewoonterechtelijke regel is die dit verbiedt.

## Internationaal strafrecht
In het internationaal recht doet zich nog een verder probleem voor. Staten en personen zijn namelijk niet zonder meer ondergeschikt aan de rechtsmacht van een internationaal hof. Naast rechtsmacht moet het internationale hof ook competentie bezitten om zijn rechtsmacht uit te oefenen. De competentie van een internationaal hof volgt uit het oprichtingsverdrag of -besluit van het hof. Bij een verdrag geldt daarbij doorgaans de regel dat staten die geen partij zijn bij het verdrag niet gebonden zijn aan de regels die in dat verdrag staan en dus ook niet onderworpen kunnen worden aan diens rechtsmacht.
Aan het Internationaal Strafhof is competentie toegekend om enkele specifieke internationale misdrijven te berechten in het Statuut van Rome. Het Statuut is een verdrag en bindt dus alleen de verdragspartijen. De rechtsmacht ratione personae sterkt zich daarom alleen uit over: staten die het verdrag hebben geratificeerd, personen die onderdaan zijn van een staat die het verdrag heeft geratificeerd, of indien het misdrijf gepleegd is op het grondgebied van een staat die het verdrag heeft geratificeerd (ook wel: ratione loci). De rechtsmacht ratione temporis strekt zich uit tot misdrijven die zijn gepleegd met ingang van de inwerkingtreding van het verdrag en vanaf de ratificatie van het verdrag door een verdragspartij. De rechtsmacht ratione materiae is begrensd tot specifiek de misdrijven genocide, misdaden tegen de menselijkheid en oorlogsmisdaden (en eventueel uit te breiden met het misdrijf van agressie).
Ook de rechtmacht van Internationale Militaire Tribunaal, dat verantwoordelijk was voor de vervolging van oorlogsmisdadigers aan het einde van de Tweede Wereldoorlog, is op basis van een verdrag.. Duitsland maakte geen deel uit van het verdrag, maar was op basis van de onvoorwaardelijke capitulatie wel aan gebonden.
De competentie van het Joegoslavië-tribunaal en het Rwanda-tribunaal zijn daarentegen gebaseerd op een resolutie van de VN-Veiligheidsraad. Die kan op basis van het VN Handvest bindende aanbevelingen doen aan alle leden van de Verenigde Naties. Het voordeel van deze volkenrechtelijke grondslag is dat het tribunaal dus niet afhankelijk is voor het uitoefenen van zijn taak van de bereidheid van staten om toe te treden tot het statuut van het tribunaal. De personele rechtsmacht is uitsluitendend gebaseerd op ratione loci, verder is de rechtsmacht bij beide tribunalen in tijd begrensd en verschilt de ratione materiae door de aard van het conflict (die in Rwanda volledig intern was).

## Christendom
De Rooms-Katholieke Kerk en vele andere hiërarchische kerken, waaronder de Orthodoxe Kerk, kennen ook een kerkelijk rechtsgebied, dat men eveneens jurisdictie noemt. Volgens rooms-katholiek begrip komt de jurisdictie van de paus, hoewel er ook theologen zijn, die zeggen, dat de bisschopswijding zelf jurisdictie verleent. Religieuze jurisdictie overschrijdt qua ruimte veelal staatkundige, politieke en organisatorische jurisdicties van andere aard. De paus en het Vaticaan bezitten volgens rooms-katholieke opvatting zelfs wereldwijde jurisdictie. Kerkelijke jurisdictie wordt onderscheiden in die van het interne (geweten) en externe (de wereld) forum.